# Luan Hajdaraga
Luan Hajdaraga (ur. 2 sierpnia 1948 w Tiranie, zm. 30 lipca 2018 w Tiranie) – albański psycholog i polityk, minister spraw zagranicznych w roku 2003, minister obrony 1998-2000.

## Życiorys
W 1970 ukończył studia z zakresu psychologii na Uniwersytecie Bukareszteńskim. W latach 1973 zajmował się pracą naukową. W 1985 objął stanowisko dyrektora Instytutu Studiów Pedagogicznych. W 1991 związał się z Socjalistyczną Partią Albanii, w latach 1993-1996 pełnił funkcję wiceprzewodniczącego partii. Jako jej przedstawiciel zasiadał w latach 1992-2001 w parlamencie albańskim. W 1998 objął tekę ministra obrony, w lipcu 2000 podał się do dymisji. W latach 2001-2003 wiceminister spraw zagranicznych. W 2003 przez kilka miesięcy sprawował urząd ministra spraw zagranicznych, potem ponownie do 2005 wiceministra. W 2008 powrócił do pracy naukowej. Był autorem kilku prac naukowych z zakresu psychologii doświadczalnej i psychologii dziecięcej.